# IDLE
IDLE은 1.5.2b1부터 언어의 기본 구현체로 기본 포함된 파이썬의 통합 개발 환경(IDE)이다. 수많은 리눅스 배포판과 함께 파이썬 패키징의 선택적 부분으로 패키징된다. 온전히 파이썬과 Tkinter GUI 툴킷(Tcl/Tk의 래퍼 기능)으로 개발되어 있다.